# Небојша Јелача
Небојша Јелача (Карловац, 20. јун 1911. — Беч, 11. новембар 1954.) био је српски сликар.

## Биографија
Небојша Јелача је почео да слика у немачким заробљеничким логорима. Студирао је архитектуру, дипломирао је на Академији у Београду 1949. Сликао је портрете и фигуралне композиције у духу експресионизма. Међу пејзажима живе и топле палете истиче се циклус предела из Холандије. Јелача је копирао фреске и радио је као рестауратор Народног музеја у Београду. Постхумна изложба му је приређена у Београду 1958.